# علی دوستی‌مهر
علی دوستی‌مهر متولد ۱۳۴۳ بازیکن سابق فوتبال و مربی فعلی تیم ملی نوجوانان ایران می‌باشد.
وی موفق شد در سال ۲۰۰۸ میلادی، تیم ملی نوجوانان ایران را برای اولین بار به مقام قهرمانی آسیا برساند. از دیگر افتخارات او بردن تیم ملی نوجوانان به جام جهانی ۲۰۰۹ نیجریه و جام جهانی ۲۰۱۳ امارات می‌باشد.